# Metro w Tokio
Metro tokijskie (jap. 東京の地下鉄 Tōkyō-no chikatetsu) – system kolei miejskiej w stolicy Japonii – Tokio.

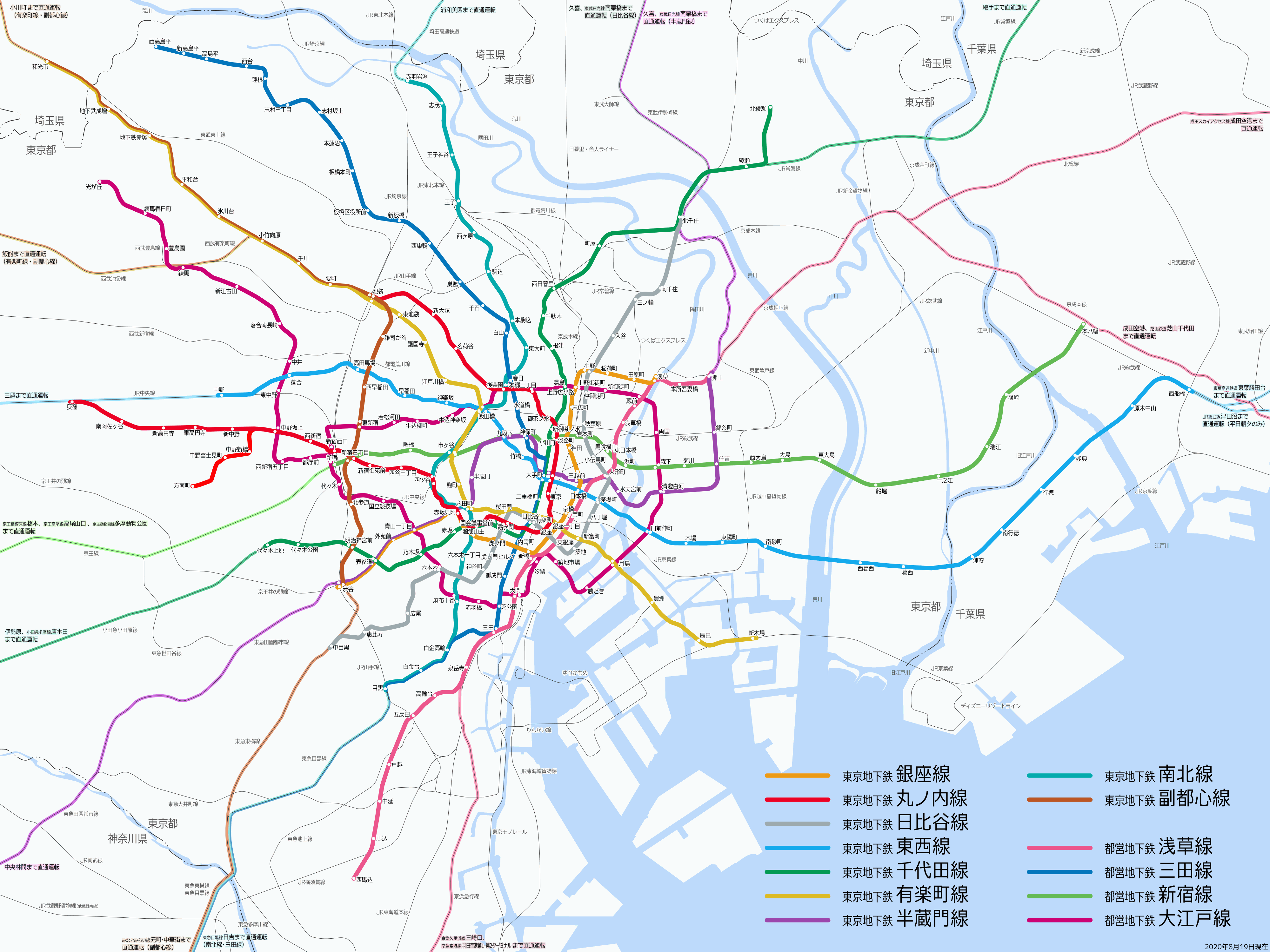
Tokio – schemat linii własnych metra obu systemów

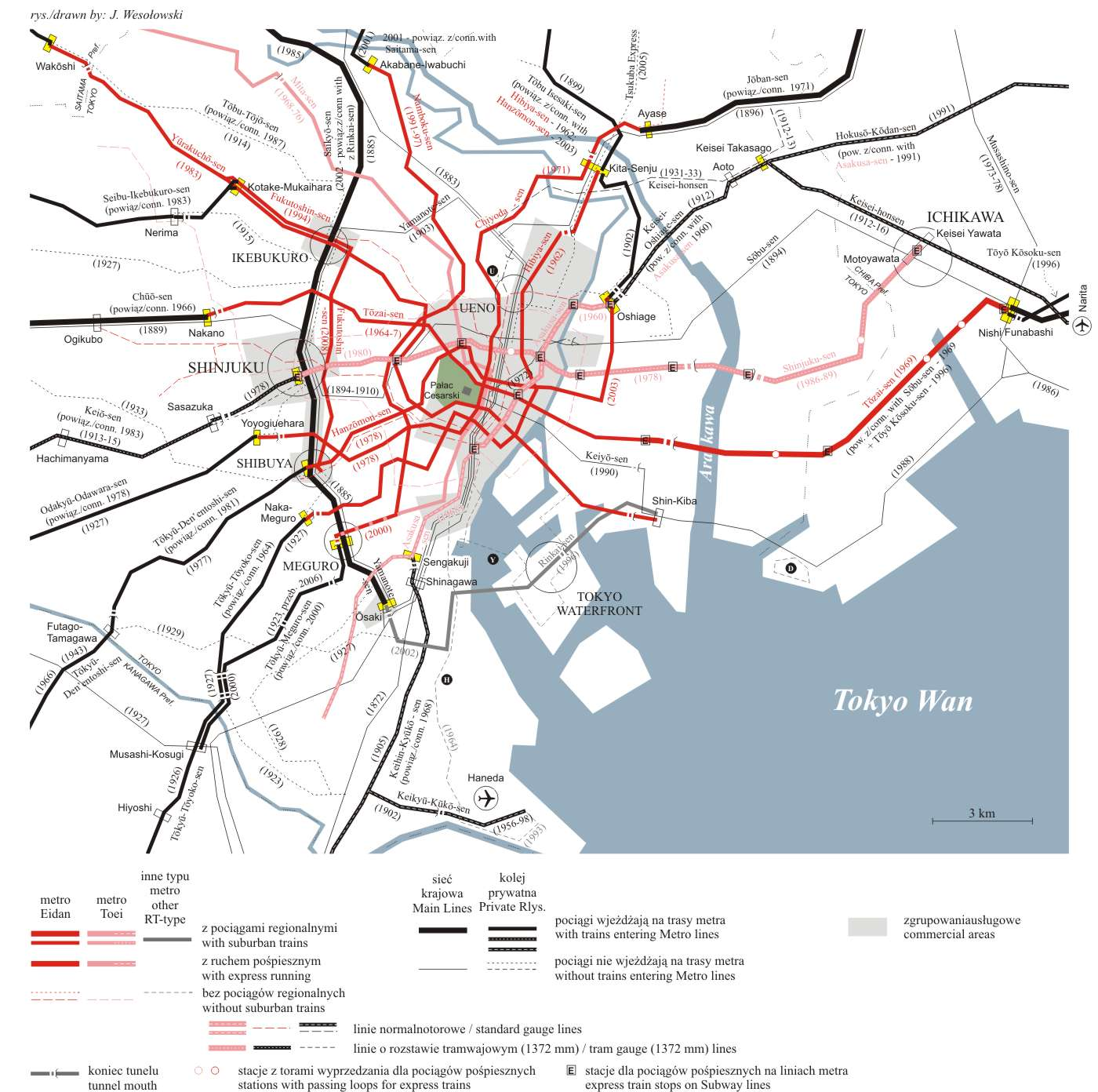
Tokio – linie metra z przechodzeniem pociągów na koleje aglomeracyjne i regionalne

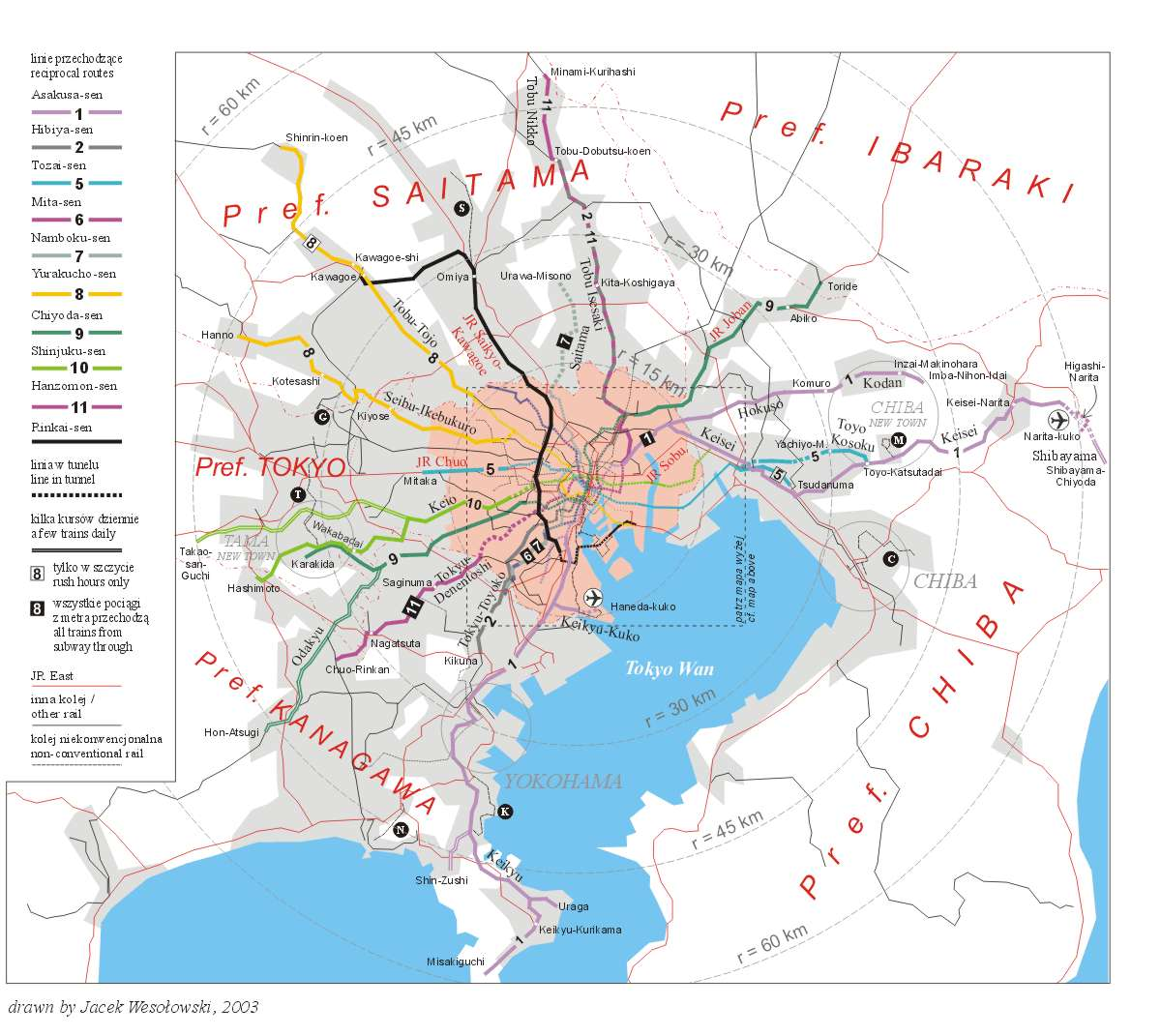
Aglomeracja Tokio (południowe Kantō) z pokazaniem linii innych kolei obsługiwanych przez pociągi metra

System tokijskich kolei podziemnych tworzą dwie sieci należące do dwóch instytucji: Toei Subway (lub Toei Chikatetsu) pod zarządem Toei (Tōkyō-to Kōtsū-kyoku) oraz Tōkyō Metro (Tōkyō Metoro) należące do Tokyo Metro Co., Ltd. (Tōkyō Chikatetsu Kabushiki-gaisha). Dysponują one łącznie 13 liniami o łącznej długości 312,4 km.
Dodając do tej liczby długość 12,2 km odrębnej, pojedynczej linii Rinkai-sen funkcjonującej w znacznej części pod ziemią, to długość sieci wzrasta do 324,6 km. Wraz z liniami kolei współpracujących, na które wjeżdżają wszystkie lub prawie wszystkie pociągi jadące liniami własnymi metra (i Rinkai-sen), system liczy 820 km. Istnieją też linie kolei aglomeracyjnych i regionalnych, na które wjeżdżają niektóre pociągi jadące liniami własnymi metra. Po ich uwzględnieniu system liczy 898 km (2008). Uwzględniając całość sieci kolejowej obsługiwanej tymi pociągami jest to najrozleglejszy system na świecie, a także jeden z najbardziej obciążonych: przewozi dziennie ok. 8 mln pasażerów.
Wielkość sieci metra wynika z wielkości aglomeracji tokijskiej. 23 dzielnice tworzące Tokio liczą łącznie 8,5 mln mieszkańców. W zurbanizowanym obszarze południowego Kantō mieszka ok. 35 mln osób. Funkcjonuje także system aglomeracyjno-regionalny sieci krajowej (kolej JR Higashi Nihon) oraz kilkanaście linii kolei prywatnych i kolei „trzeciego sektora”. Naziemne pociągi JR (Japan Railways) obsługujące zarówno ruch aglomeracyjno-regionalny, jak i wewnątrzmiejski, są równie obciążone jak metro, które spełnia następujące funkcje:
- zapewnia szybką i wygodną komunikację na terenie miasta;
- umożliwia szybkie i punktualne dotarcie do stacji kolei naziemnych, także tych kursujących na liniach regionalnych i dalekobieżnych;
- zapewnia płynność połączeń w relacjach między miastem i strefą podmiejską.

Spośród 13 linii metra 8 ma wyloty i torowiska prowadzone na ziemi lub ponad gruntem na wiaduktach, zwykle na końcowych i początkowych odcinkach. Łącznie naziemna trasa metra ma długość ok. 32 km, co stanowi 10% systemu metra w Tokio. Około 280 km (90%) trasy tokijskiego metra znajduje się w tunelach pod powierzchnią ziemi.

## Rys historyczny

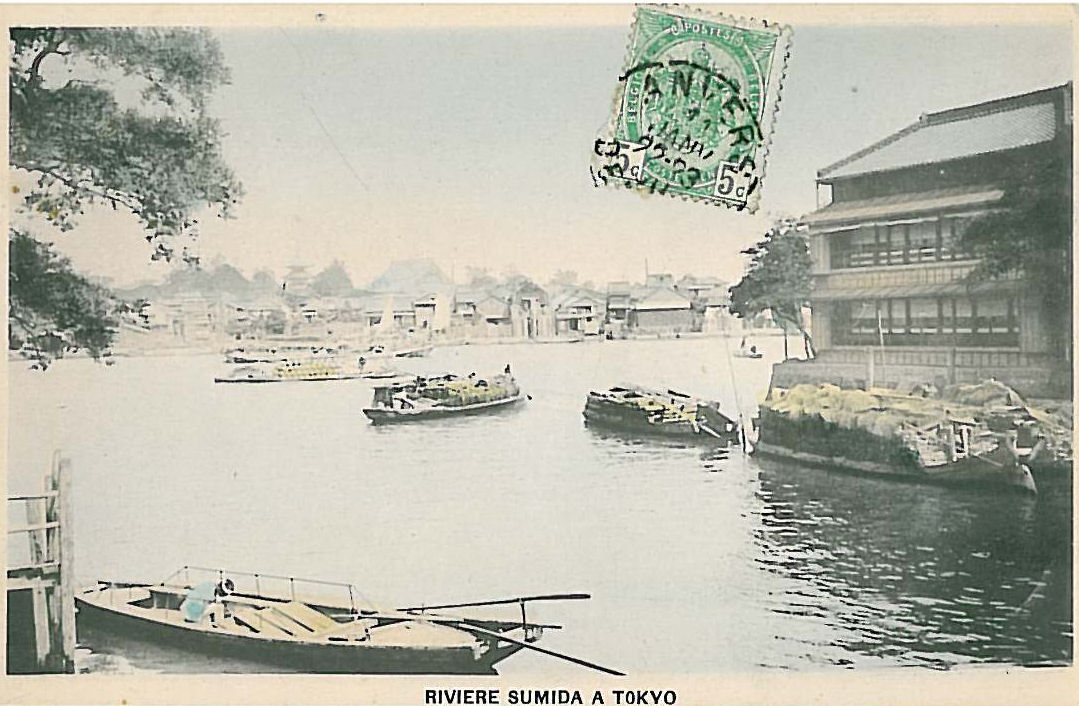
Tokio przed epoką metra: transport wodny na rzece Sumida, 1900

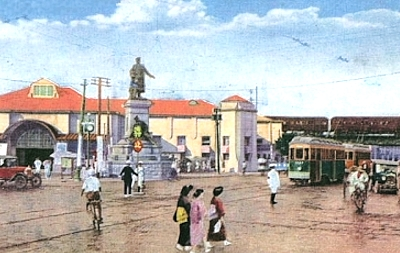
Tokio przed epoką metra: tramwaje i kolej elektryczna koło stacji Stacja Manseibashi na Chūō-sen, ~1925

Tokio było od dawna jednym z największych miast świata. W 1908 roku prefektura liczyła 2,67 mln mieszkańców. Budowę linii metra poprzedził rozwój tramwajów miejskich, ukształtowanie się podmiejskiej sieci elektrycznej kolei państwowej oraz sieci elektrycznych, prywatnych kolejek dojazdowych.
Sieć tramwajów miejskich, elektryfikowana od 1903 roku, była budowana w Tokio przez trzy prywatne przedsiębiorstwa. Połączyły się one w 1906 roku i tak powstała firma w 1911 roku wykupiona przez miasto. Sieć tramwajowa liczyła w latach 20. XX wieku 140 km toru, zaś apogeum rozwoju osiągnęła w latach 40., osiągając 210 km toru. Tramwaje używały nietypowego toru o prześwicie 1372 mm, który przyjęła też jedna z kolejek dojazdowych – Keiō (a za nią późniejsza linia metra Shinjuku-sen). Mimo ekspansji i wielkich potrzeb przewozowych, tramwaje były niedokapitalizowane i nie mogły być rozbudowywane poza granice miasta.
Jednocześnie z tramwajami zaczęła się elektryfikacja kolei sieci krajowej (1904, obecna linia JR JR Chūō pomiędzy Iidamachi i Nakano). W 1914 roku zelektryfikowano linię Tokio – Jokohama, a w 1932 roku ukończono budowę podstawowego układu tokijskiego węzła kolejowego, który służył również ruchowi lokalnemu. Z wyjątkiem pierwszej elektryfikacji były to inwestycje państwowe.
Spiritus movens pierwszej linii metra był przedsiębiorca Noritsugu Hayakawa, który, będąc pod wrażeniem kolei podziemnych stolic Zachodu, w 1917 roku wystąpił z inicjatywą budowy takiej kolei w Tokio. W 1920 roku magistrat zatwierdził pierwszy plan budowy sieci metra, jednakże nie był w stanie sfinansować budowy. Postanowiono więc odstąpić od monopolu miasta na transport i dopuścić inwestycje prywatne. Panu Hayakawa udało się zgromadzić środki na budowę metra i 30 września 1927 roku zarządzane przez niego przedsiębiorstwo Tōkyō Chika Tetsudō (pol.: Tokijska Kolej Podziemna) rozpoczęło eksploatację odcinka pomiędzy Asakusa i Ueno o długości 2,2 km. W 1934 roku linia osiągnęła stację Shimbashi. Jednocześnie inne przedsiębiorstwo, Tōkyō Kōsoku Tetsudō (pol.: Tokijska Kolej Szybka), otworzyło linię podziemną Shibuya – Shimbashi, szczęśliwie budowaną według podobnych standardów technicznych. W 1939 roku rozpoczęto łączną eksploatację obu linii – w ten sposób powstała obecna linia Ginza. Kolej była dochodowa i nie wymagała subsydiów publicznych.
Jednakże na mocy ustawy z 1939 roku doszło do utworzenia spółki Eidan (inaczej Teito, ang. TRTA; pol.: Tokijski Zarząd Szybkiego Transportu), na którą kapitał wyłożyło państwo (66%), miasto (16,6%) oraz wspólny fundusz kolei rządowych i prywatnych (16,6%). Przejęła ona w 1941 roku　linię metra. Po wojnie miasto chciało rozwiązania Eidan, na co nie zgodził się rząd. Eidan rozpoczęło rozbudowę metra (linia Marunouchi). Tempo prac było jednak oceniane jako niezadowalające, miastu więc udało się uzyskać zezwolenie na budowę własnej sieci – Toei. Stało się tak na podstawie rekomendacji z 1953 roku „Komitetu Budowlanego Stolicy Państwa” – ciała doradczego premiera. Rekomendacje zawierały też sugestię, że należy dopuścić, by dojazdowe koleje prywatne prowadziły swoje pociągi w obrębie miasta, używając linii metra. Ta sugestia wprowadziła do Tokio „metodę przechodzenia pociągów” na obce koleje. Pierwsza linia, na której ją zrealizowano, należała do Toei. W 1960 roku pociągi kolei prywatnej Keisei zaczęły na stacji Oshiage wjeżdżać na ukończony odcinek Asakusa-sen, a pociągi Toei – na linię Keisei. Od tego momentu pociągi metra pojawiają się na liniach kolejowych, które nie są w pełni bezkolizyjne w stosunku do sieci ulicznej, tworząc kolejną osobliwość systemu. Początkowo metro budowano tak, by łączyło się z liniami innych kolei, później inne koleje budowano wraz z metrem jako jego przedłużenie, finansowane z innych źródeł.

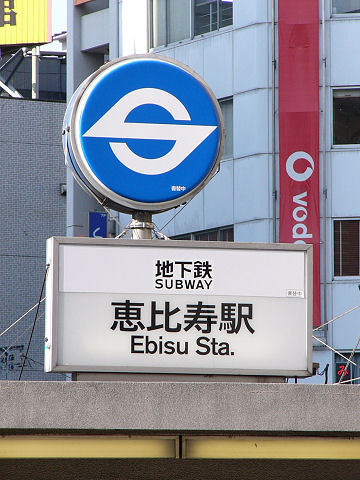
Symbol Metra Eidan (inaczej Teito), używany do 2004 r.

Cezurą w ekspansji sieci metra była Olimpiada 1964. W ramach przygotowań doszło do rywalizacji między Teito i Toei w budowie nowych linii, tym razem już połączonych z kolejami regionalnymi. Eidan okazało się wydajniejsze: zbudowało całą linię Hibiya, podczas gdy magistrat bezskutecznie zmagał się z ukończeniem wcześniej rozpoczętej Asakusa-sen. Hibiya-sen była pierwszą linią, na której zastosowano tor rozstawu 1067 mm. Obok systemu metra powstała linia Tokyo Monorail do lotniska Haneda, zbudowana głównie przez kolej państwową i rozpoczynająca się na jej stacji Hamamatsuchō.
Linia Eidan-Tōzai z lat 60. XX w. była pierwszą linią obliczoną na maksimum przepustowości. Wprowadzono wagony z czterema parami drzwi, łączone w dziesięciowagonowe zespoły trakcyjne długości ponad dwustu metrów.
Źródłem pieniędzy na budowę metra były od 1951 roku obligacje transportowe oraz pożyczki, zaś po 1962 roku także subsydia państwowe i władz regionalnych. Na mocy prawa z 1978 roku subsydia mogą obejmować nawet 70% kosztów.
Budowa nowych linii metra, wprowadzanie autobusów (krótko używano także trolejbusów 1952–1968), jak również rosnąca kongestia na ulicach, doprowadziły do upadku tramwajów. W 1967 roku miasto zdecydowało się na ich likwidację. Większość linii skasowano w latach 1967–1972.
W 1969 roku wprowadzono na linii Chiyoda pierwsze pociągi ze sterowaniem tyrystorowym. W tym samym roku, wraz z otwarciem Eidan-Tōzai-sen metro tokijskie po raz pierwszy rozpoczęło eksploatację stacji poza obszarem miasta i prefektury tokijskiej. Na wschodniej części linii wprowadzono wówczas kursy pośpieszne. W 1997 roku wprowadzono je także na linii Toei-Shinjuku, a rok później na Toei-Asakusa-sen.
W 1988 Eidan i Toei rozpoczęły eksploatację pierwszych pociągów z klimatyzacją. Od 1995 klimatyzowane są wszystkie pociągi sieci Toei, a od roku następnego także sieci Eidan. Aby zwiększyć przepustowość, w 1990 roku na linii Hibiya wprowadzono pierwsze pociągi z wagonami o pięciu parach drzwi.
W 1991 roku otwarto pierwszy odcinek linii 12 metra Toei, zbudowanej w nowej technologii silnika liniowego. Całą linię ukończono w 2000. W tym samym czasie powstawała pierwsza duża automatyczna linia metra sieci Eidan – Namboku-sen.
Obok obu sieci metra, również kolej sieci krajowej JR Higashi Nihon zaczęła budować linie podziemne. Jedna z nich, Sōbu-Yokosuka-sen, jest podziemną średnicą przechodzącą przez dworzec Tōkyō, otwieraną w latach 1972–1976. Druga, Keiyō-sen, jest podejściem do dworca Tōkyō zbudowanej w 1988 roku linii wzdłuż Zatoki Tokijskiej (1990). W latach 1995–2006 dla obsługi zabudowy powstającej na sztucznych wyspach Zatoki, powstała linia małej kolei automatycznej Yurikamome. Druga linia w tym rejonie, podziemna Tōkyō Rinkai Kōsoku Tetsudō, powstała w latach 1996–2002. Długim tunelem dysponuje też kolej Tsukuba Express, otwarta w 2005 roku. Wszystkie te koleje pozostają poza systemami metra.
12 marca 1995 roku sekta Aum Shinrikyō dopuściła się ataku terrorystycznego na pociągi linii metra przechodzących pod dzielnicą rządową. Zginęło 12 osób, tysiące zostało poszkodowanych.
W 2000 roku został wprowadzony bilet Passnet, który jest kartą magnetyczną typu „stored value”, a w 2007 roku kartę PASMO, która jest efektem udoskonalenia systemu Passnet.
W 2004 roku dawny zarząd Eidan zmienił nazwę na Tōkyō Metro (wersja handlowa; oficjalnie Tōkyō Chikatetsu), a wraz z nią logo systemu. Wzięte z Ameryki stylizowane „S” (od „subway”) zostało zastąpione bardziej europejskim, stylizowanym „M”.

## Sieć

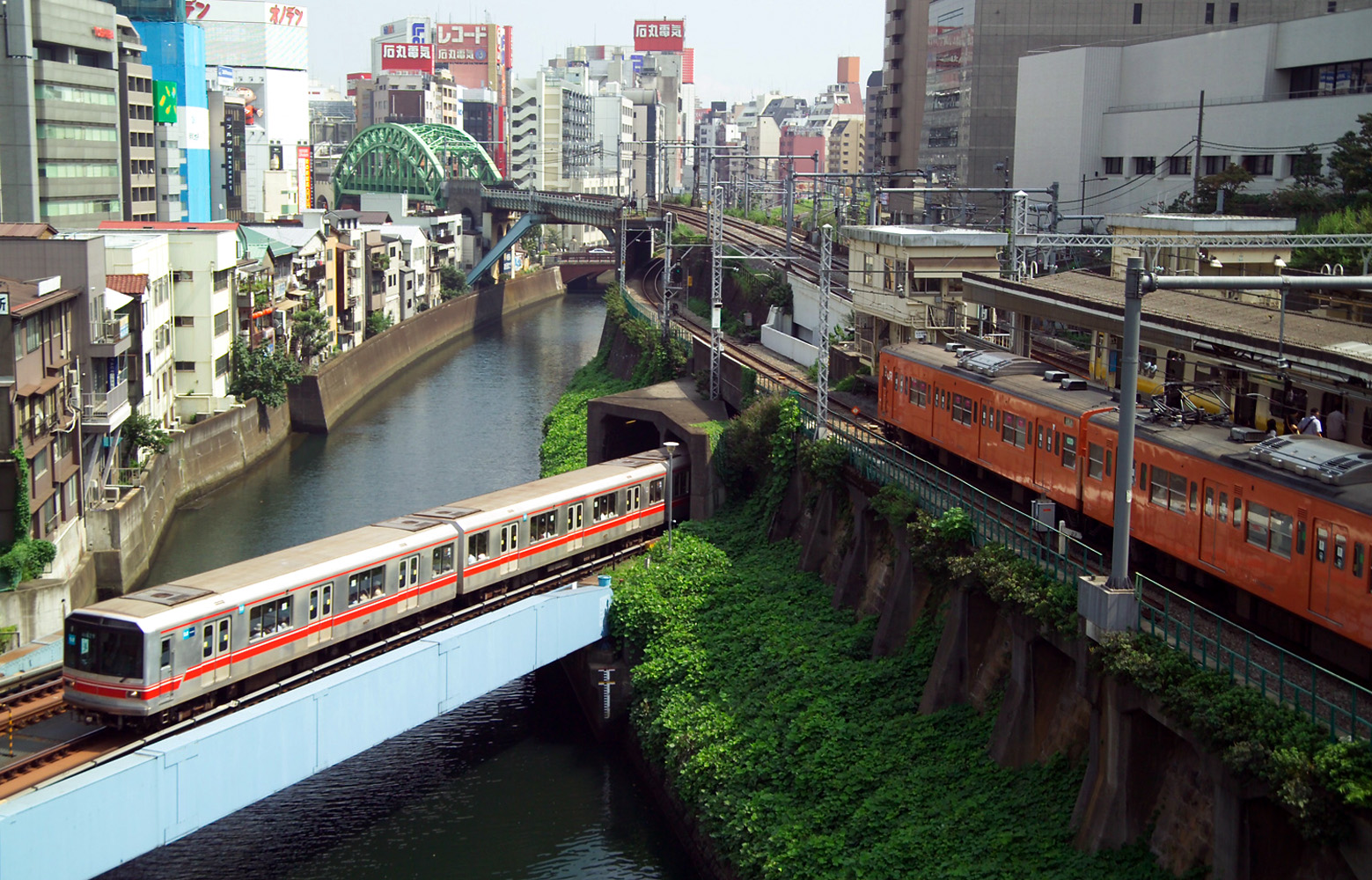
Charakterystyczne miejsce tokijskich kolei: po lewej pociąg linii Marunouchi przejeżdża nad rzeką Kanda, po prawej stacja Ochanomizu linii JR

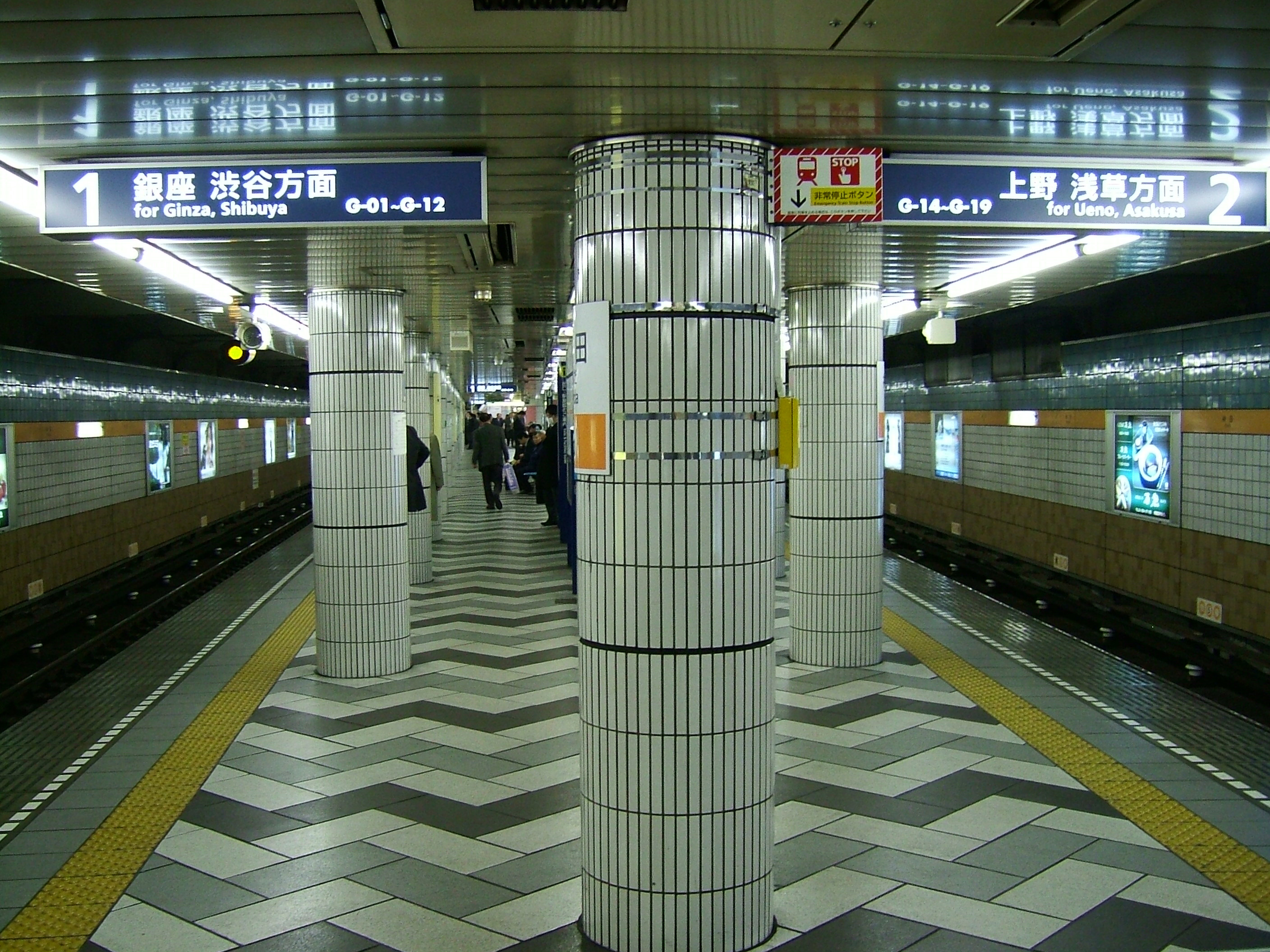
Stacja Kanda linii Ginza otwarta w 1931 r.; ze starego wystroju nie pozostało prawie nic

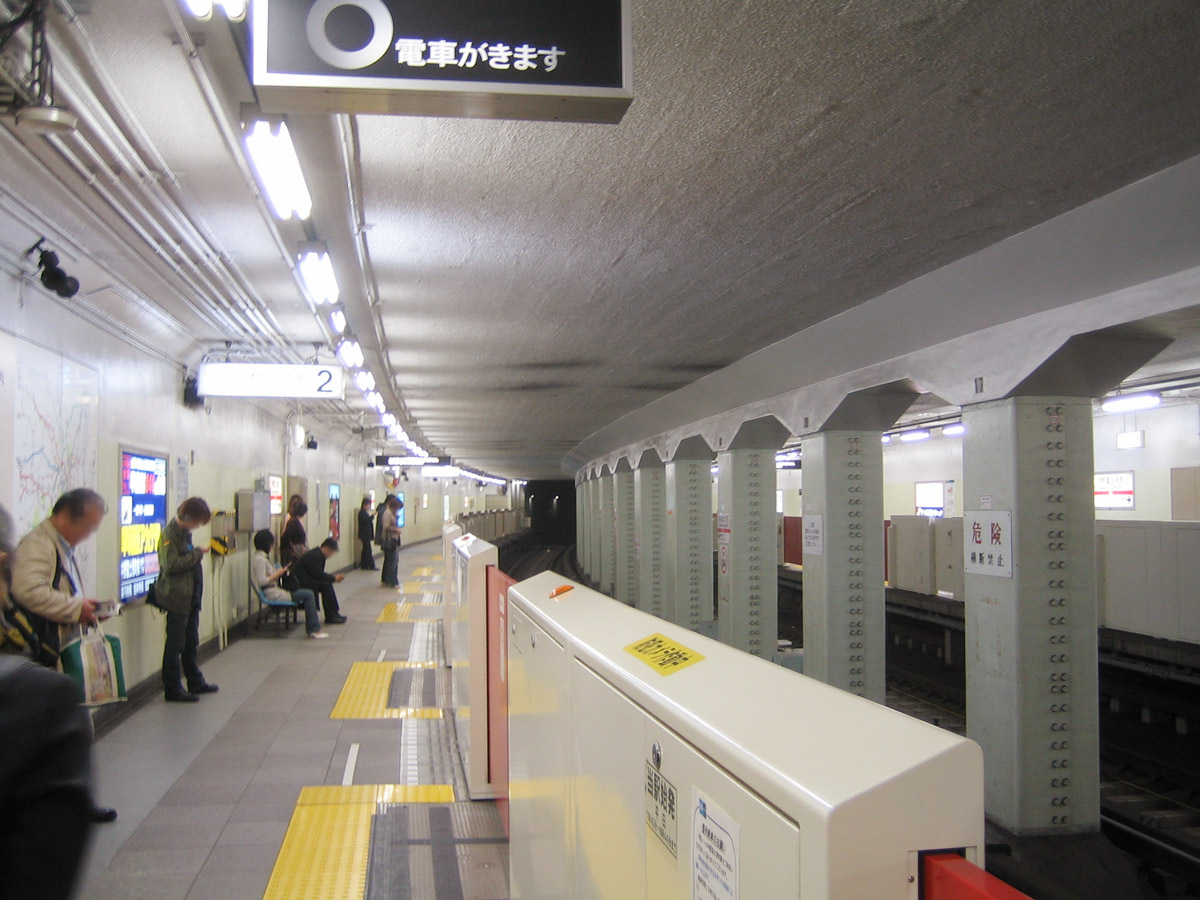
Ścianki bezpieczeństwa na stacji Nakano-Fujimichō, odgałęzienie linii Marunouchi. Typowa stacja o przekroju prostokątnym, budowana odkrywkowo

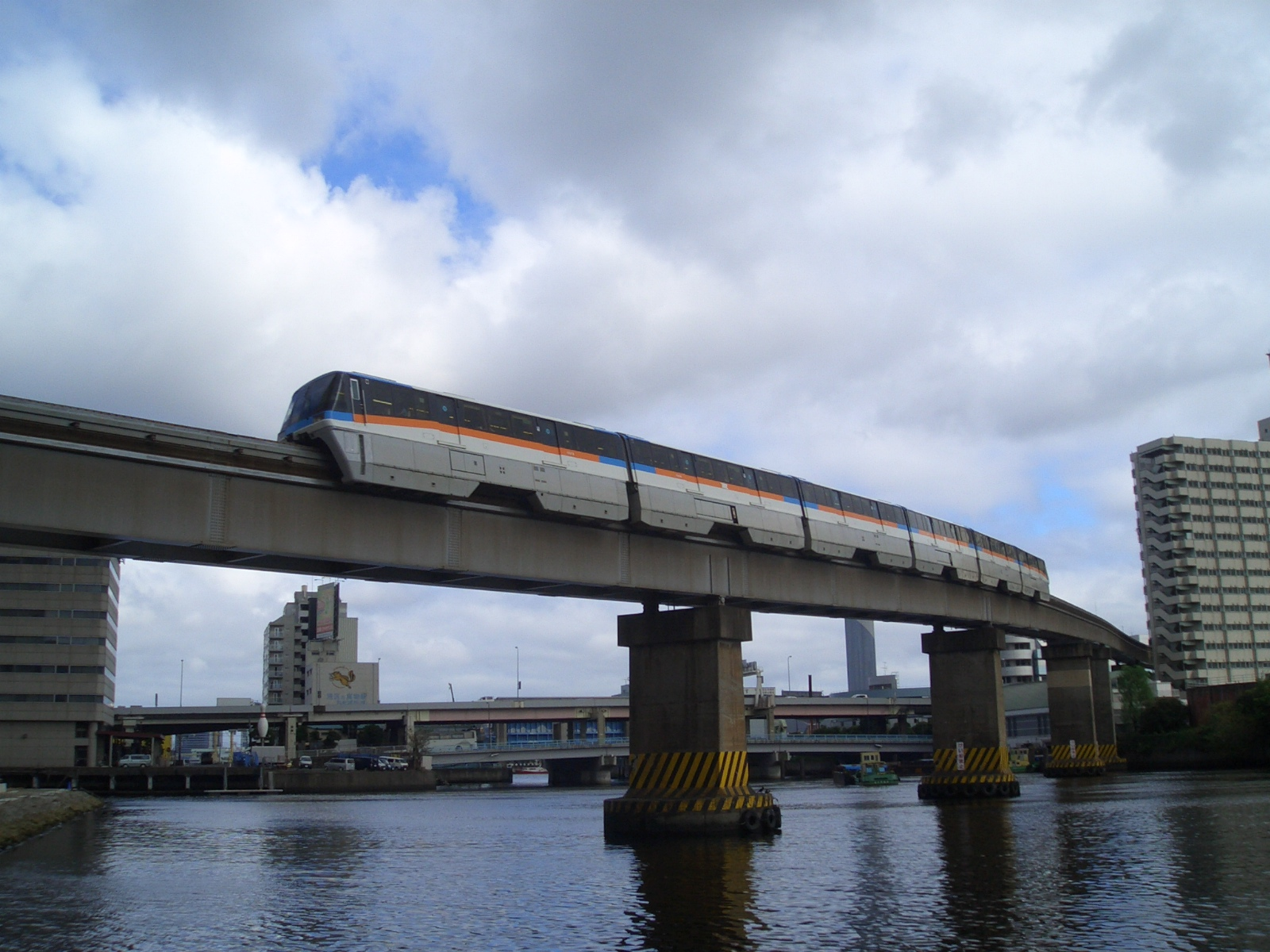
Otwarta w 1964 r. linia Tokyo Monorail

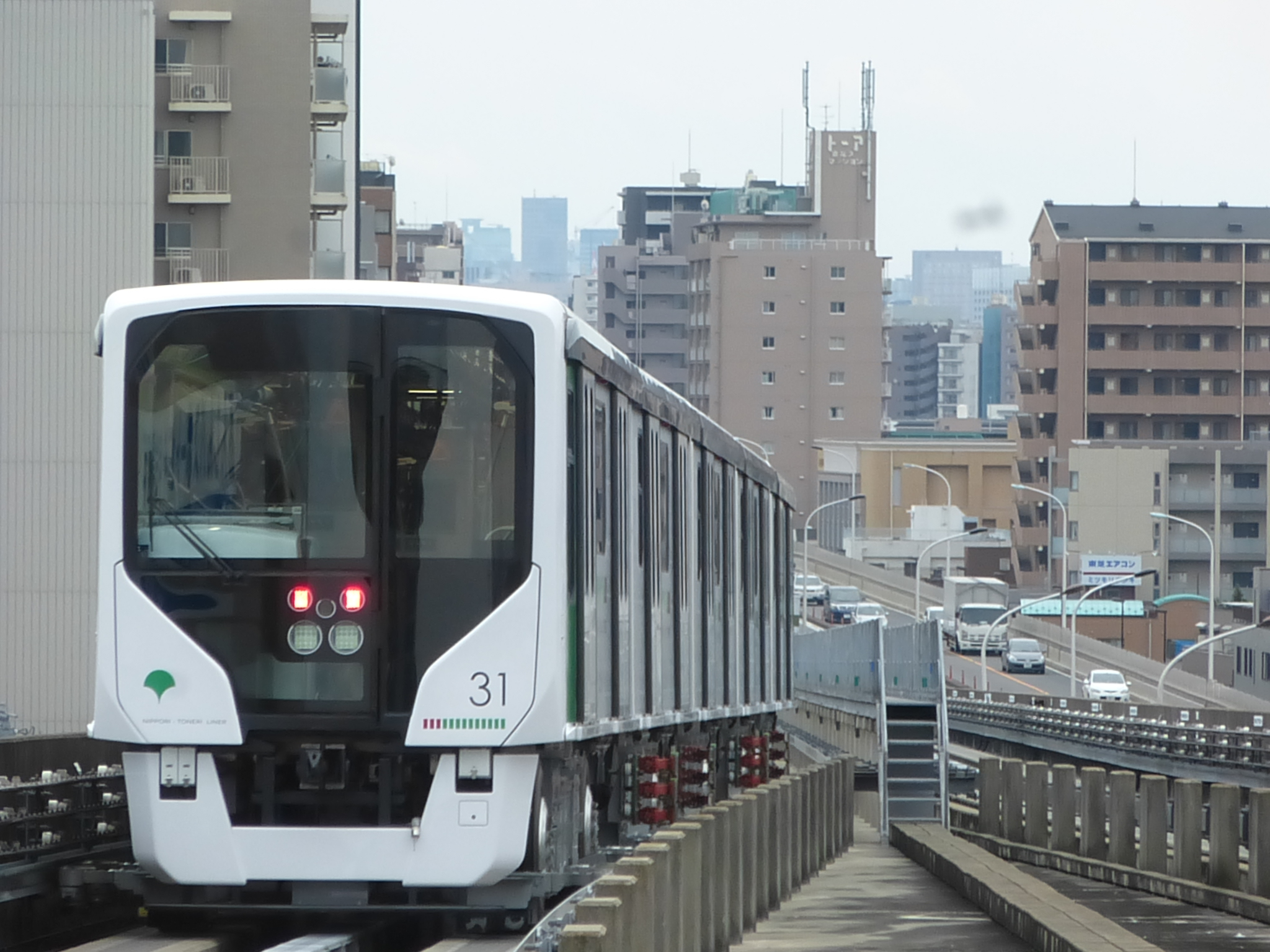
Nippori-Toneri Liner

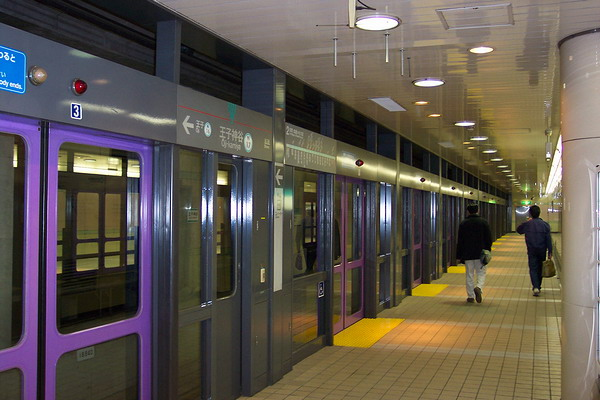
Ścianki bezpieczeństwa na stacji Ōji-kamiya, linii Namboku

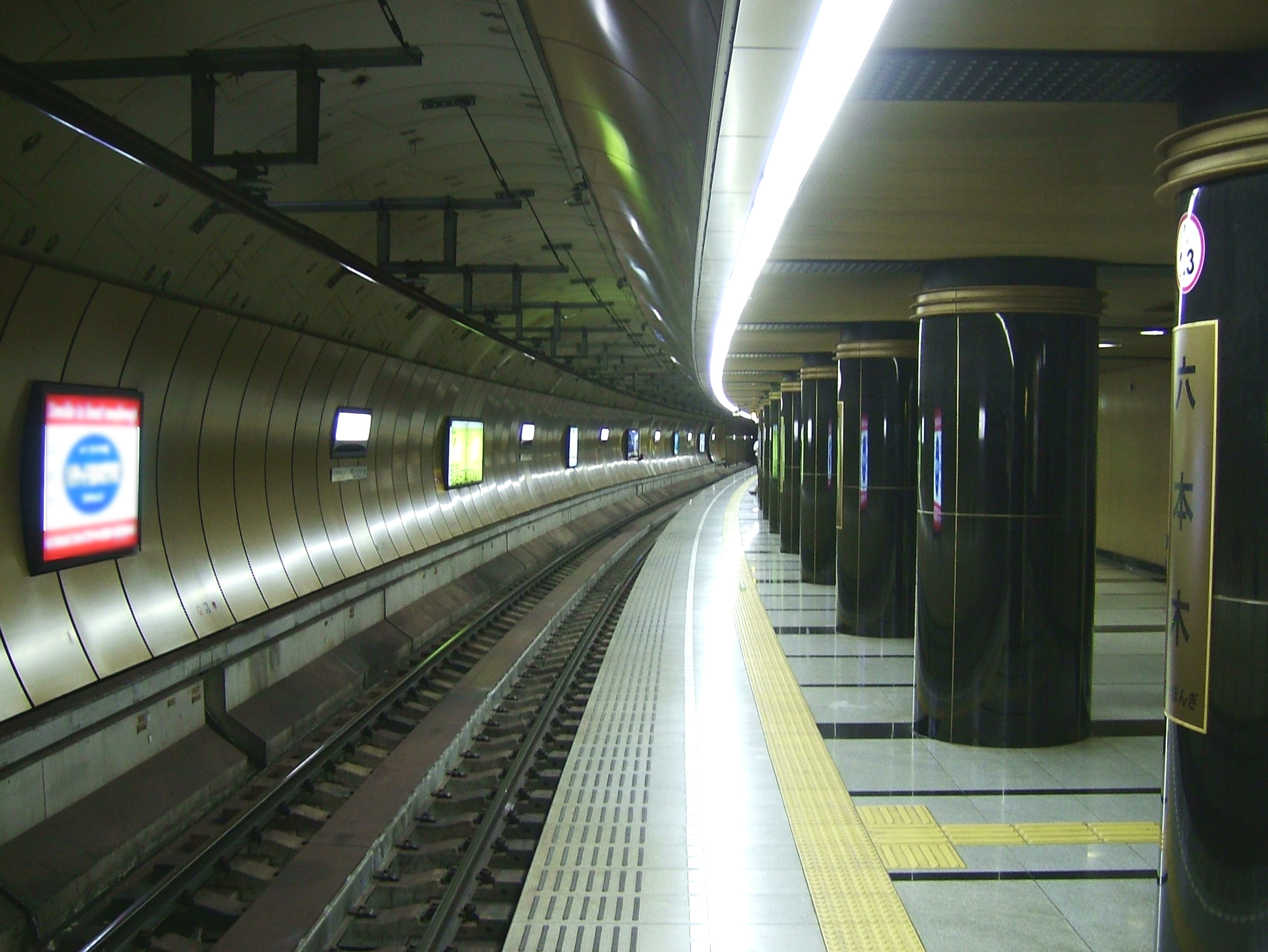
Stacja Roppongi linii Toei-Ōedo: rzadki przypadek stacji budowanej tarczą. Pośrodku toru widoczna półka silnika liniowego

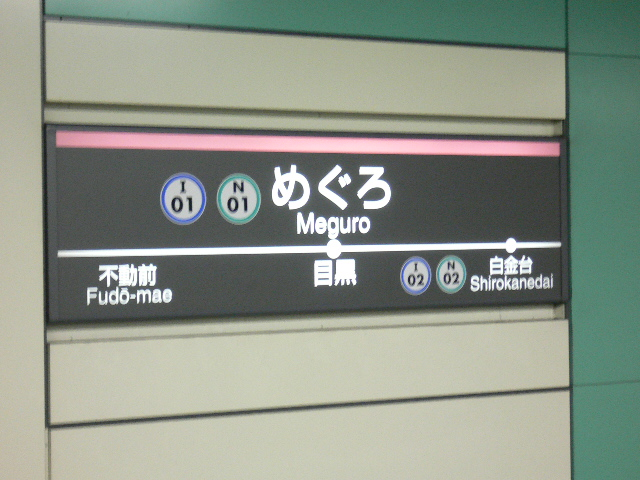
Każda stacja od 2004 r. ma swój kod: Meguro jest pierwszą stacją linii Mita i Namboku. Tablice, jak zwykle na kolejach w Japonii, mają nazwę pisaną japońskim pismem sylabicznym, znakami kanji i alfabetem łacińskim oraz wymienione są nazwy sąsiednich stacji. Fudō-mae leży już na linii kolei Tōkyū, bo Meguro jest stacją graniczną

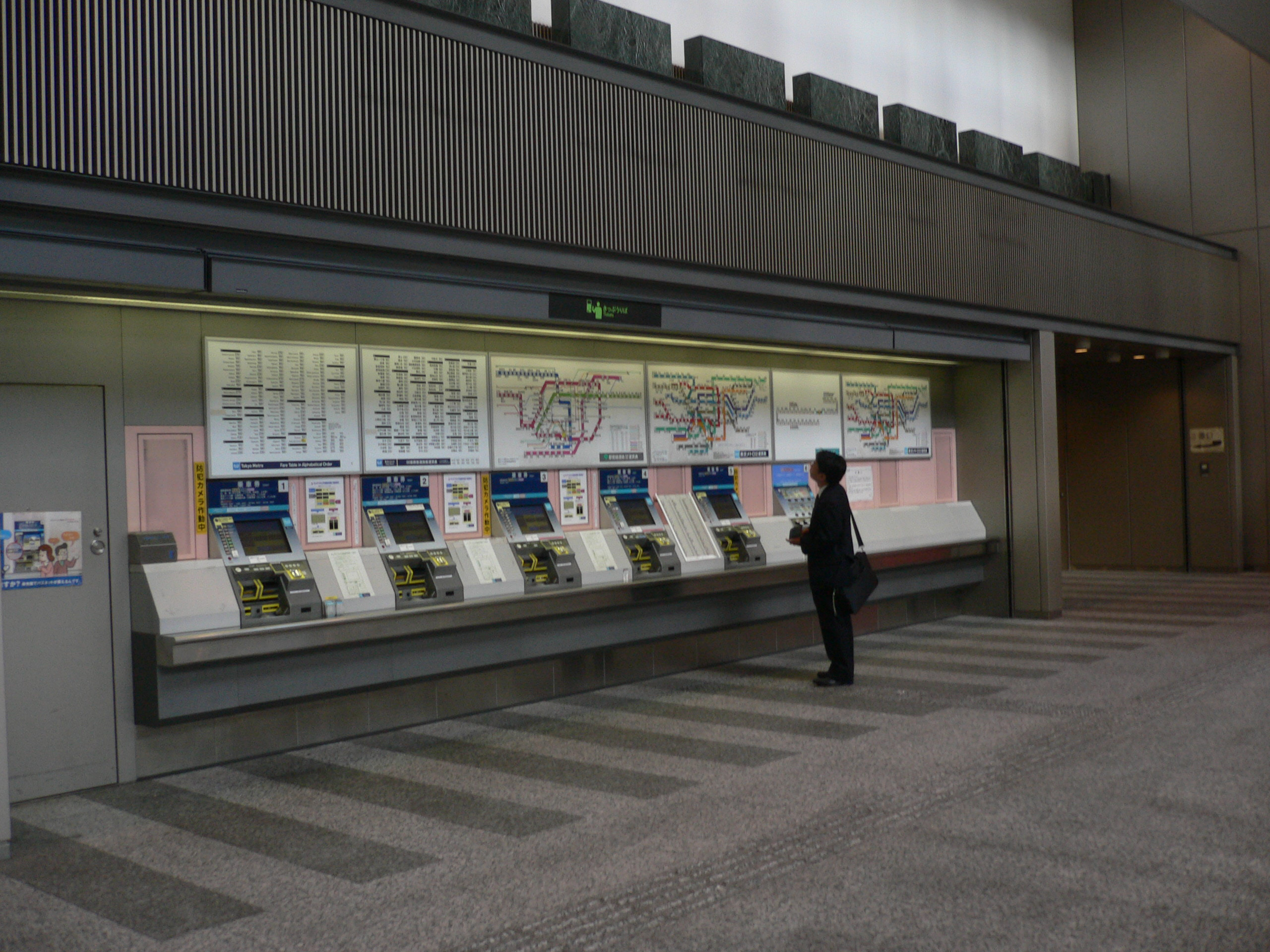
Automaty biletowe na stacji Roppongi 1-chōme, Namboku-sen. Informacje na górze pozwalają ustalić cenę biletu

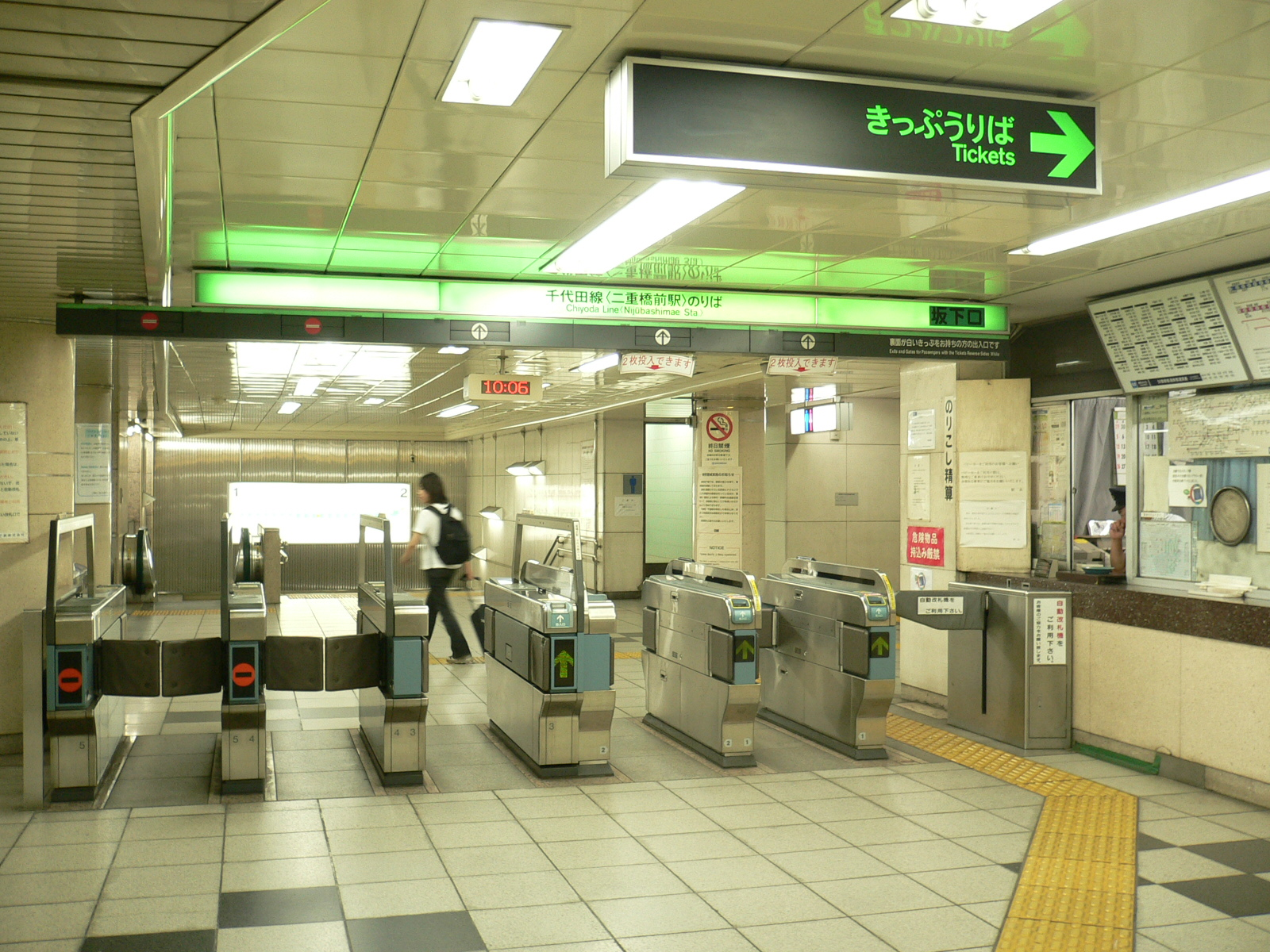
Rogatki na stacji Nijūbashi-mae na linii Chiyoda; szersza rogatka przy okienku kontrolera służy osobom niepełnosprawnym

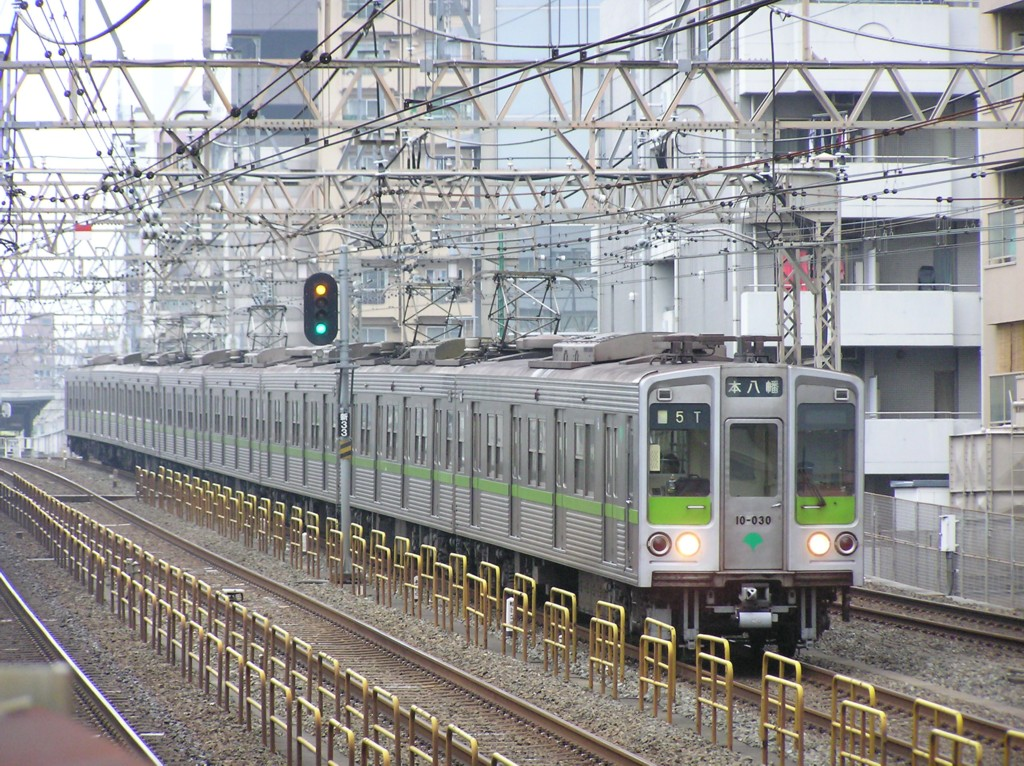
EZT typu „10000” Toei-Shinjuku-sen na głównej linii kolei prywatnej Keiō w zachodnich dzielnicach Tokio

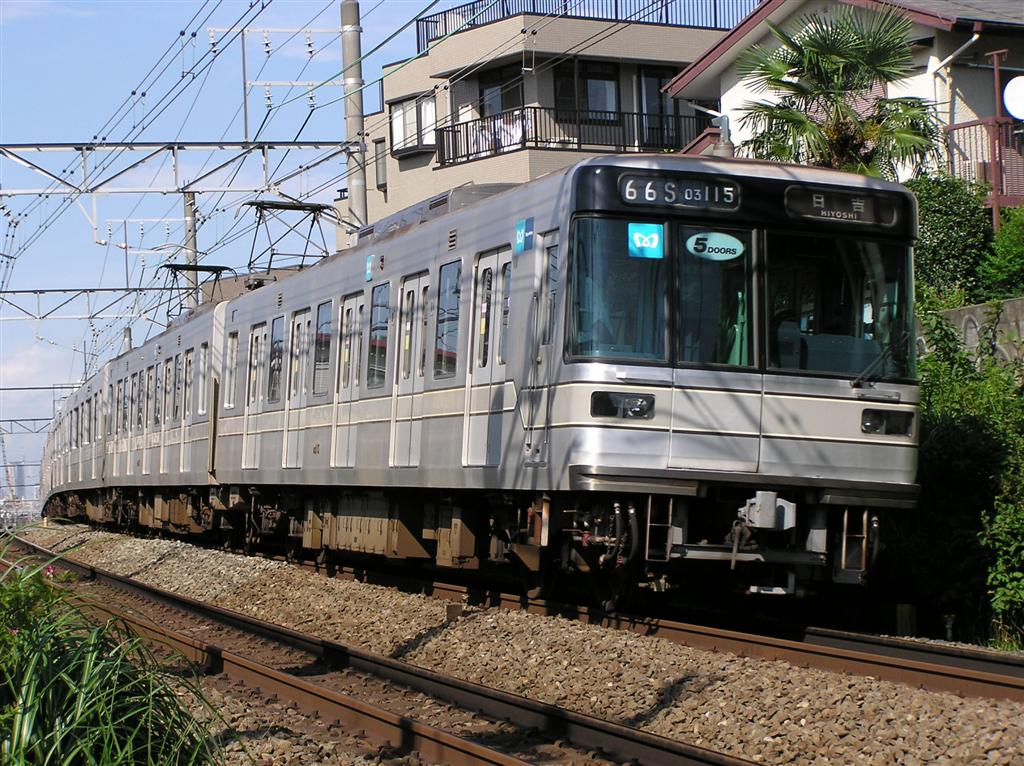
EZT typu „03”, wariant złożony z wagonów o pięciu parach drzwi używany na Hibiya-sen – na Tōyoko-sen kolei prywatnej Tōkyu

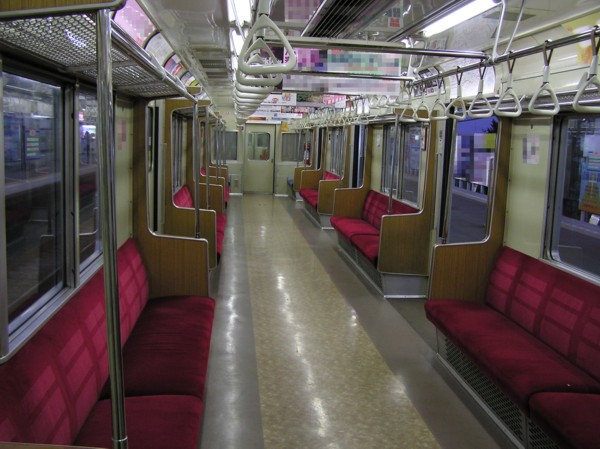
Wnętrze wagonu w EZT typu „6000” (sieci Eidan); przejścia międzywagonowe służą także pasażerom

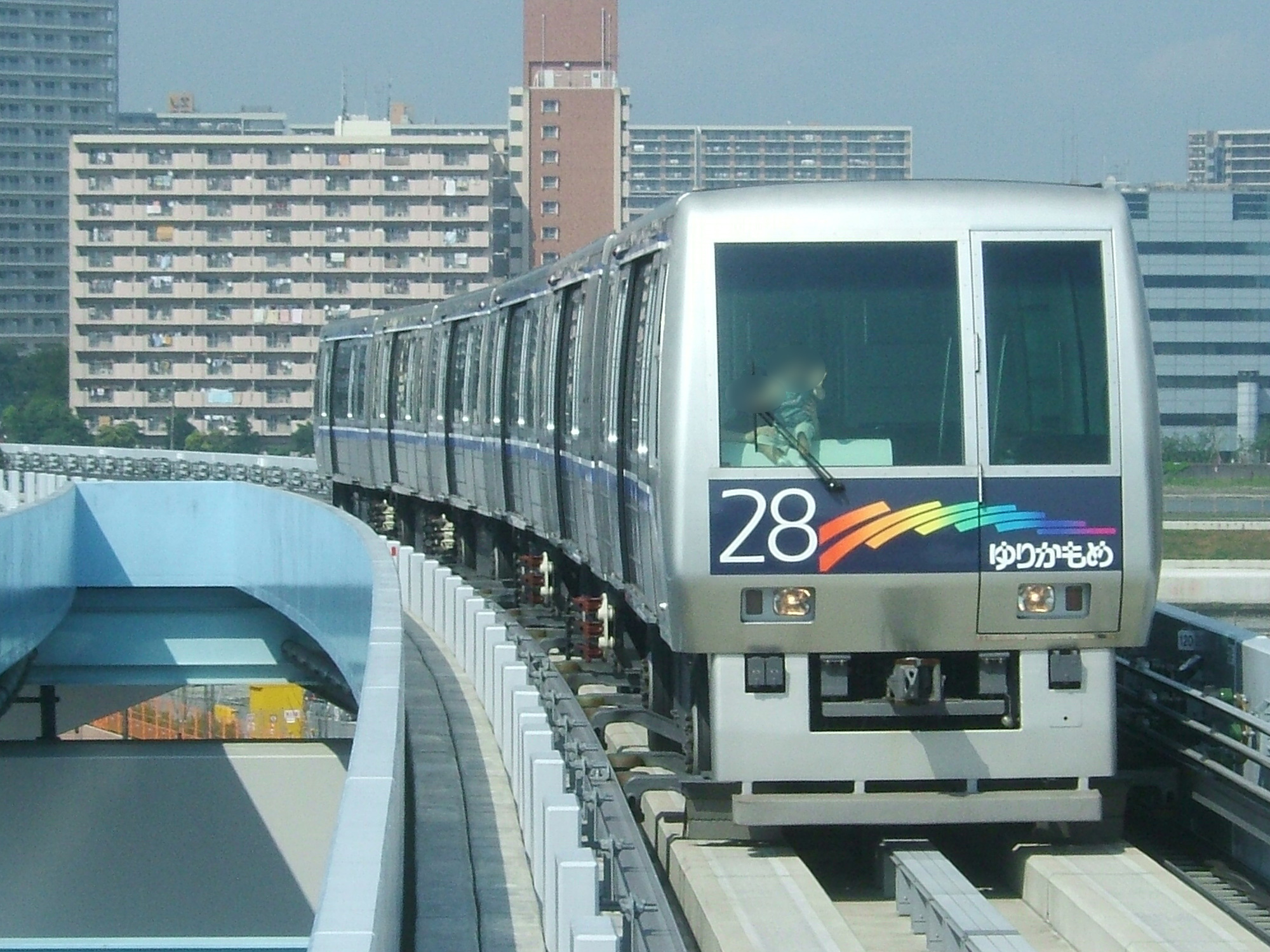
Pociąg kolejki automatycznej Yurikamome

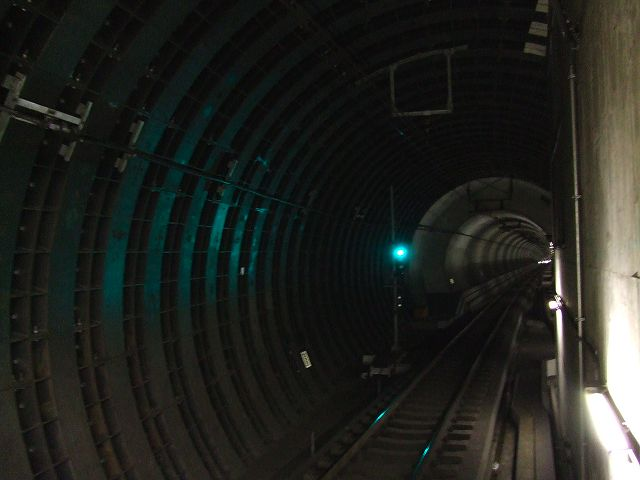
Tunel rurowy kolei Tōkyō Rinkai Kōsoku Tetsudō; średnica na tyle duża, żeby zmieściła się sieć trakcyjna

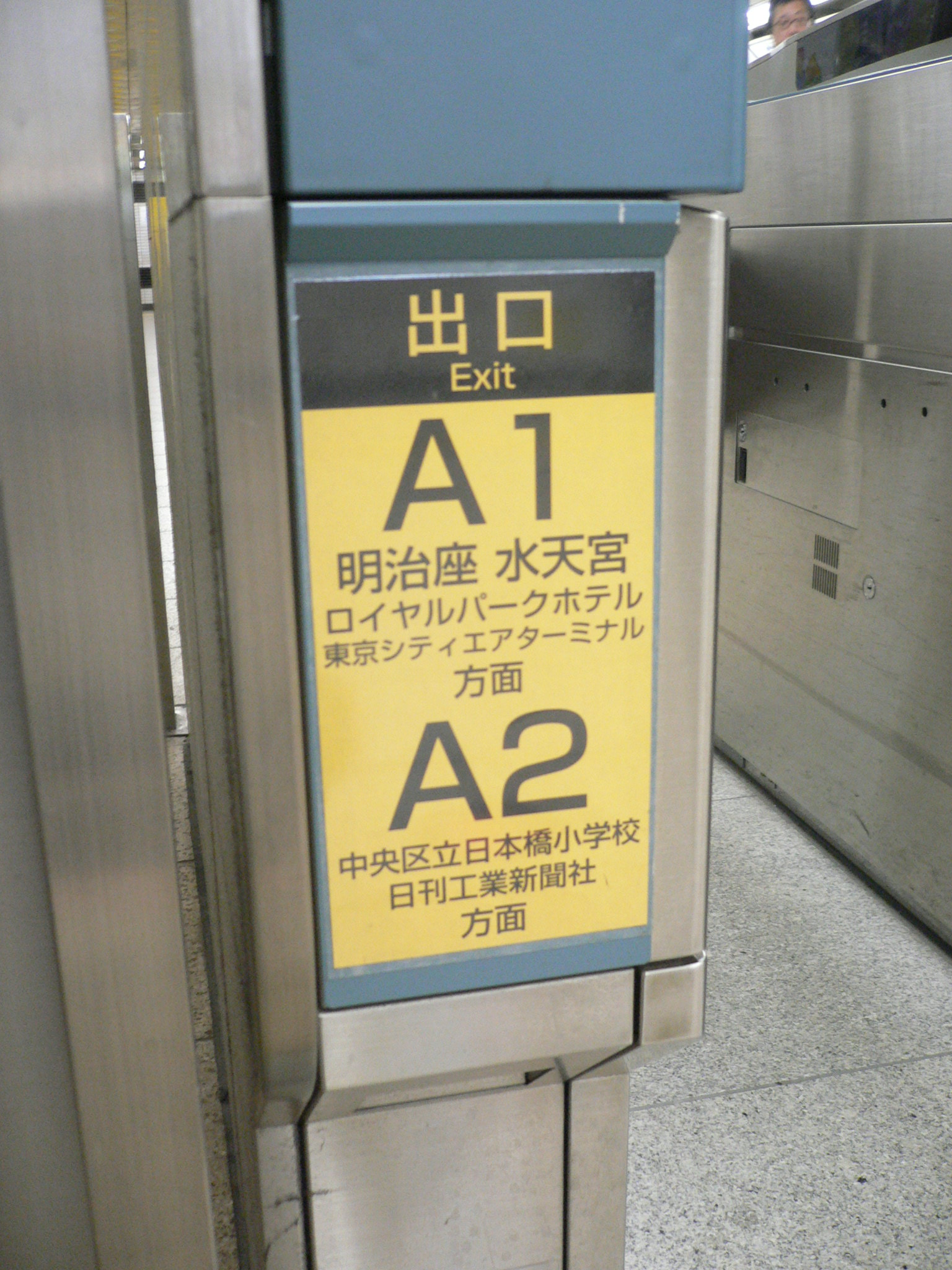
Oznakowanie wyjść na stacji Ningyōchō

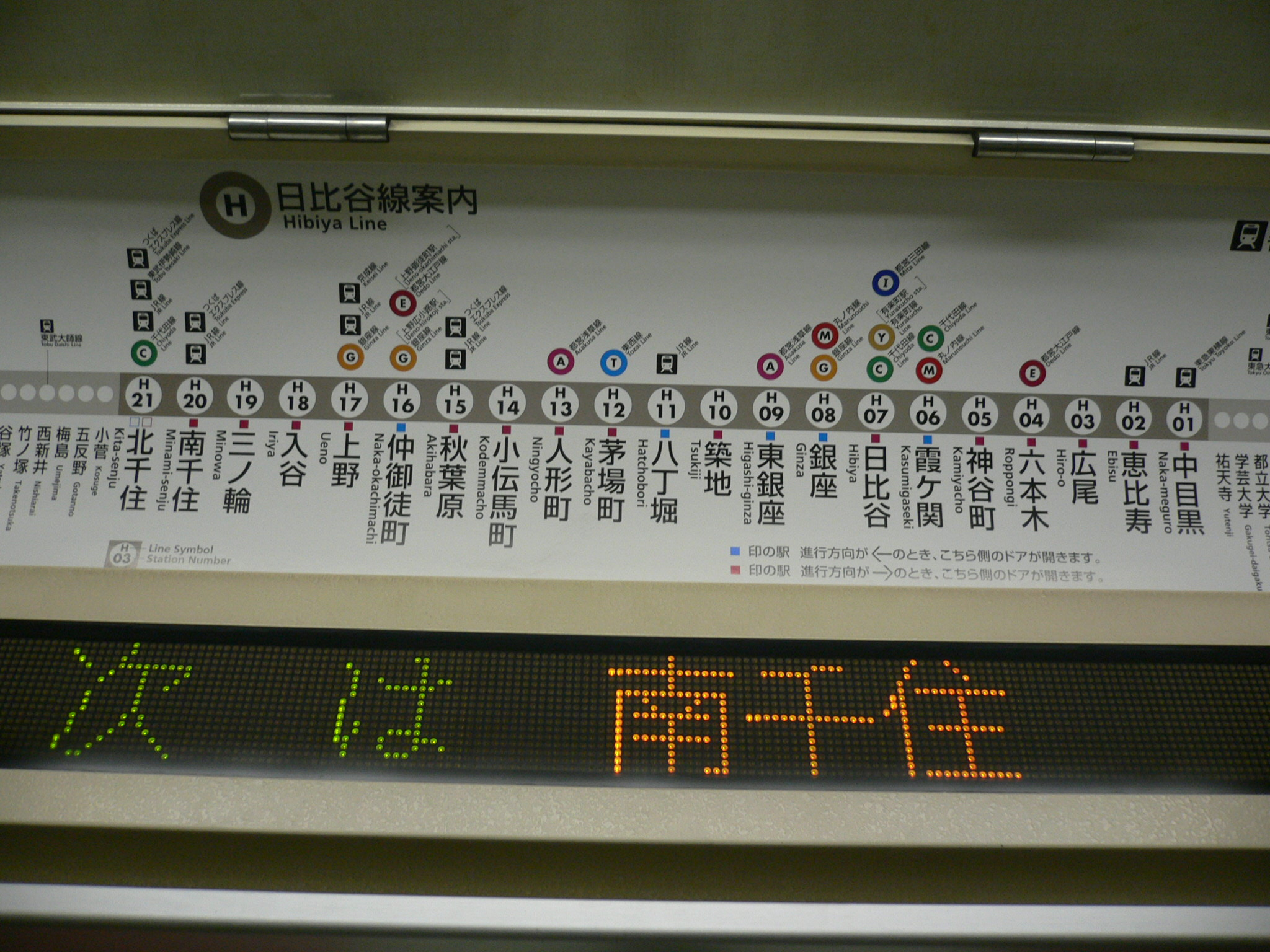
Schemat linii w wagonie Hibiya-sen. Widoczny wyświetlacz nazwy następnej stacji

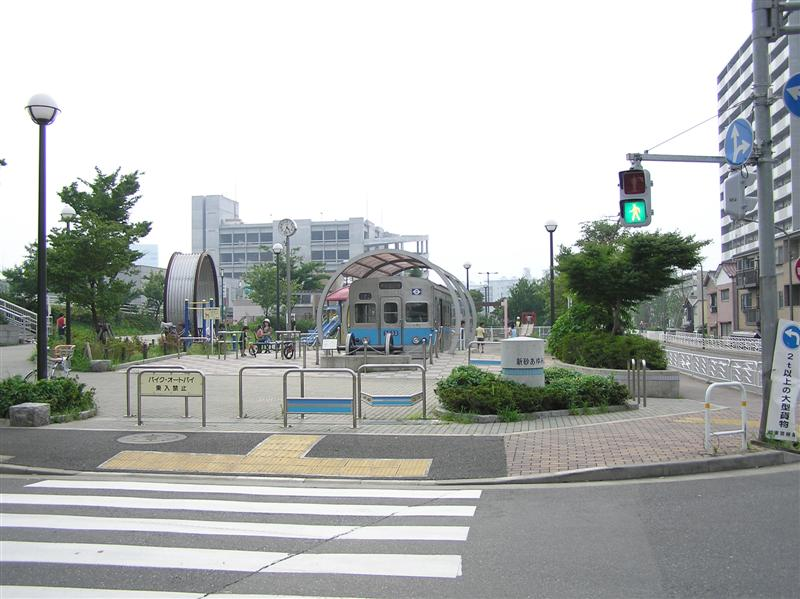
Wagon metra jako „mała architektura” skweru w dzielnicy Minami-Sunamachi, Kōtō-ku

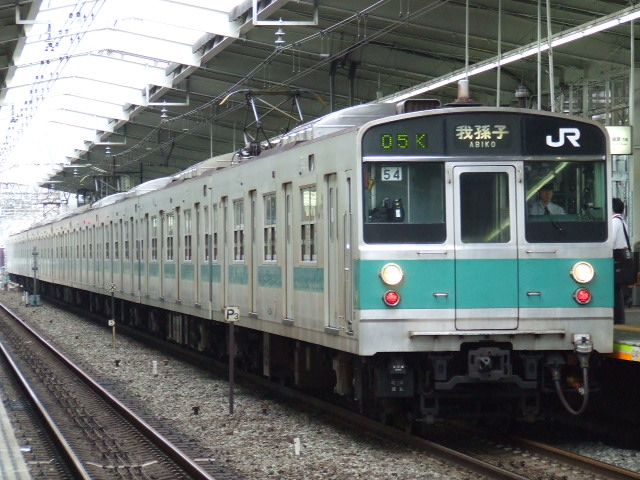
Pociąg kolei sieci krajowej na linii metra: EZT typu „203” kolei JR Higashi Nihon na stacji Yoyogi-Uehara należącej do kolei prywatnej Odakyū, tory Chiyoda-sen

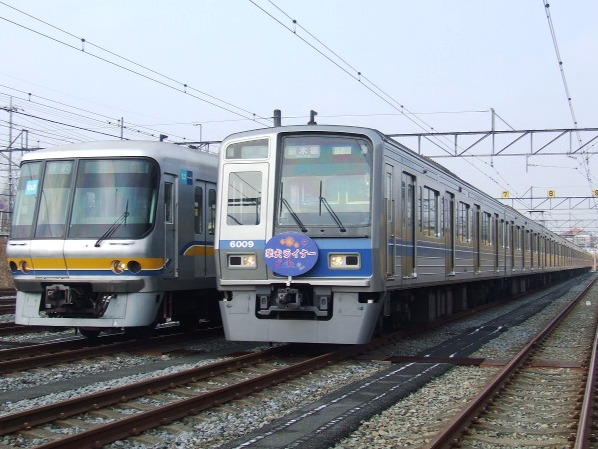
Wagony kolei współpracujących są podobnie rozwiązane, jak wagony metra. Po lewej typ „07” obsługujący Yūrakuchō-sen, po prawej typ „6000” kolei prywatnej Seibu, oczekujące na torach postojowych

Sieć metra tokijskiego jest w zasadzie rozwiązana w układzie liniowym, choć od niedawna eksploatuje się dwa elementy układu rozgałęźnego. Linie nakierowane są przede wszystkim na obsługę historycznego śródmieścia, które generuje ruch rzędu 5 mln podróży dziennie (znaczną część tego ruchu obsługują inne koleje). Dynamika przekształceń funkcjonalnych miasta, wyrażająca się ukształtowaniem wielkich „subcentrów”, ma słabe odzwierciedlenie w układzie linii – ruch generowany między nimi przejmowany jest głównie przez kolej JR. Odciążenie linii JR jest obecnie jednym z celów rozwoju sieci metra, realizowanym już przez linię okólną Ōedo oraz linię Fukutoshin.
Jedną z osobliwości systemu linii własnych metra jest to, że składa się on z dwóch sieci: większej, należącej do państwowo-gminnego konsorcjum Tōkyō Metro, oraz mniejszej sieci Toei, należącej wyłącznie do miasta. Obie sieci są zintegrowane ze sobą za pośrednictwem węzłów przesiadkowych, wspólnie eksploatują też krótki odcinek trasy podziemnej.
Jedna, a formalnie dwie połączone ze sobą linie metra funkcjonują ponadto w Jokohamie. Są one wydzielone od sieci innych kolei, w tym od tokijskiego metra.

### Tōkyō Metro (Tōkyō Chikatetsu)
Sieć Tōkyō Metro, zw. również Tōkyō Chikatetsu, eksploatowana jest przez Tōkyō Chikatetsu Kabushiki-gaisha (ang. Tokyo Metro Co., Ltd.) – do 2004 roku tzw. metro Eidan. Przedsiębiorstwo należy w 53,4% do państwa i w 46,6% do miasta. Na system Tōkyō Metro składają się linie: Ginza, Marunouchi, Hibiya, Tōzain, Chiyoda, Yūrakuchō, Hanzōmon, Namboku, Fukutoshin.
Sieć Tōkyō Metro liczy 9 linii na trasach 203,4 km i 168 stacji (średnio stacja co 1,2 km). Dziennie przewozi średnio 5,9 mln pasażerów (2005/2006). Firma, jako jeden z bardzo niewielu systemów metra, jest rentowna – w roku 2004/05 przyniosła ponad 43,5 mld jenów zysku.

### Toei Chikatetsu
Sieć Toei Chikatetsu, eksploatowana przez Tōkyō-to Kōtsū Kyoku (ang.: Transportation Bureau of Tokyo Metropolitan Government – TBTMG, czyli wydział transportu tokijskiego magistratu). Sieć należy w całości do miasta. Toei zajmuje się również eksploatacją systemu autobusów miejskich i jednej linii tramwajowej, która się zachowała z wielkiej sieci funkcjonującej przed budową metra. Na sieć Toei Chikatetsu składają się cztery linie: Asakusa, Mita, Shinjuku, Ōedo.
Sieć Toei Chikatetsu liczy 109 km tras, na których znajduje się 106 stacji (średnio stacja co 1,0 km). Dziennie przewozi się średnio 2,09 mln osób (2004/05).

### Tōkyō Rinkai Kōsoku Tetsudō
Kolej Tōkyō Rinkai Kōsoku Tetsudō, dla której przyjęto angielską nazwę Tokyo Waterfront Rapid Transit, eksploatuje jedną podziemną linię prowadzoną pod kompleksem najlepiej zagospodarowanych sztucznych wysp na Zatoce Tokijskiej. Linia ta, określana jako　Rinkai-sen, liczy 12,2 km (siedem stacji, średnio co 1,7 km), ma tor 1067 mm i zasilanie górne = 1500 V. Na wschodnim krańcu komunikuje się z linią JR Keiyō i metrem, na zachodnim jest podłączona do linii JR Saikyō, za pośrednictwem której co drugi pociąg osiąga tokijskie stacje na okrężnej linii JR Yamanote. Na Rinkai-sen kursują także pociągi kolei sieci krajowej JR. Linia jest elementem wielkiego projektu urbanistycznego zagospodarowania obszaru „Tōkyō Rinkai / Tokyo Waterfront” jako jedna z dwóch linii łączących go z miastem. W odróżnieniu od kolejki automatycznej Yurikamome, jest ona właściwie pełnogabarytowym („ciężkim”) metrem, choć formalnie pozostaje osobną koleją tzw. „trzeciego sektora”.

### Tokyo Monorail(kolej nadziemna)
Tokyo Monorail jest drugą najdłuższą (po Osaka Monorail) i najbardziej obciążoną koleją jednoszynową na świecie. Jest ona typu siodłowego; dwutorowa linia liczy 17,8 km i ma 11 stacji (stacja średnio co 1,9 km). Choć kolej została zbudowana dla obsługi lotniska Haneda bez przystanków pośrednich, obecnie służy też mieszkańcom pasa nowej zabudowy nadbrzeżnej. Trasa przebiega nad ulicami i kanałami przybrzeżnymi. Przedłużenie linii dokonane po oddaniu do użytku nowych terminali lotniska, wzbogaciło ją o odcinki podziemne. Kolej przewozi dziennie ok. 300 tys. pasażerów. Obecnie należy w większości do JR Higashi Nihon.

### Yurikamome
Yurikamome-sen (oznaczenie „U”) – formalnie, Tōkyō Rinkai Shinkōtsū Rinkai-sen (ang. Tokyo Waterfront New Transit Waterfront Line) – to ogumiona, mała kolej automatyczna, łącząca dzielnicę Shimbashi w centrum Tokio z zespołem usługowo-mieszkaniowym Odaiba, położonym na sztucznych wyspach Zatoki Tokijskiej. Linia długości 14,7 km (16 stacji; stacja średnio co 980 m) jest całkowicie nadziemna, spektakularnie prowadzona mostem Rainbow Bridge (pol.: „Most Tęczowy”). Zasilanie prądem trójfazowym 600 V 50 Hz. Otwarto ją w 1995 roku (przedłużono w 2006 r.) jako kluczowy element programu zagospodarowania terenu wydartego Zatoce. „Yurikamome” to japońska nazwa mewy śmieszki.
Yurikamome jest najbardziej znaną kolejką automatyczną regionu południowego Kantō. Oprócz niej funkcjonuje jeszcze kilka, z których porównywalnej wielkości jest linia w Jokohamie (Kanazawa Seaside Line) oraz linia w Saitamie (New Shuttle).
Kolejka przewozi dziennie ok. 92 tys. osób (2006). Stanowi rodzaj „lekkiego metra”. Gdyby linię włączyć do ogólnej długości sieci tokijskiego metra, to liczyłaby ona 357 km.

### Nippori-Toneri Liner(kolej nadziemna)
Nippori-Toneri Liner, to krótka, naziemna kolejka automatyczna o długości 9,7 km, zbudowana nad ulicą Yakuhashi-dōri, ma 13 stacji. Łączy stację kolejową Nippori w dzielnicy Arakawa ze stacją Minumadai-Shinsuikōen w dzielnicy Adachi.
Linia została otwarta 30 marca 2008 roku. Trasa na betonowej estakadzie, przeznaczona dla lekkiego taboru ogumionego, zasilana prądem trójfazowym 600 V 50 Hz. Pierwotnie przewidywano na tej osi linię klasycznego metra, ale koncepcję tę zmieniono wobec spodziewanego braku odpowiedniej liczby pasażerów.

## Technologia

### Budowa i infrastruktura
Pierwsze linie metra były budowane na całej długości systemem odkrywkowym. Obecnie metody tej używa się głównie do budowy skomplikowanych stacji, szczególnie stacji węzłowych.
W Tokio na szeroką skalę stosuje się metodę odkrywkową z tymczasowym stropem ze stalowych płyt, który służy jako powierzchnia ulicy. Pozwala to ograniczyć do minimum czas zamknięcia ulicy dla ruchu. Strop opiera się na wbitych uprzednio na krawędziach wykopu „ściankach szczelnych”. Następnie wydobywa się ziemię spod stropu, umieszczając stopniowo rozpory i zabezpieczając sieci infrastruktury podziemnej. Po usunięciu ziemi do spodu projektowanej konstrukcji, rozpoczyna się wykonywanie ścian i stropów stacji. W końcu na krótko zdejmuje się strop tymczasowy i urządza docelową posadzkę ulicy.
Późniejsze linie metra były drążone metodą tarczową. Średnica zewnętrzna jednotorowego tunelu rurowego dla toru z zasilaniem górnym wynosi 7,3 m (Shinjuku-sen). Tarczą drążono również małe stacje głębokie na Ōedo-sen. Użycie silnika liniowego na tej linii pozwoliło zmniejszyć wysokość wagonów, dzięki czemu średnica jednotorowego tunelu liczy tylko 5,3 m. Zależnie od potrzeb tunele rurowe mogą być jednotorowe (tych jest większość), ale nawet dwu- lub trzytorowe. Najnowsza linia Fukutoshin zbudowana jest z użyciem dwutorowych tuneli rurowych o przekroju eliptycznym (wymiary zewnętrzne 9,7 × 8,4 m), drążonych tarczą. Dają one istotne oszczędności w kosztach, ograniczając ilość materiału konstrukcyjnego i ziemi niezbędnej do wywiezienia.
Trasy własne metra są w większości podziemne. Nad ziemią lub w wykopie prowadzone są linie Tōzai we wschodniej części trasy, Mita w północno-zachodniej, Chiyoda na północy oraz krótki odcinek Marunouchi. Pierwsze dwie linie metra uniknęły dłuższych tuneli podwodnych. Tunele pod płynącą w śródmieściu rzeką Sumida powstają od 1960 roku (dla Toei-Asakusa-sen). Jednak wszystkie przekroczenia największej tokijskiej rzeki Arakawa, prowadzone są na mostach (jedyny tunel otwarto w 2001 roku w górze rzeki dla Saitama Kōsoku Tetsudō, stanowiącej bezpośrednią kontynuację Namboku-sen). Większe tunele podwodne pojawiły się w późniejszej fazie budowy sieci (pierwszymi były tunele pod wodami Zatoki Tokijskiej dla Yūrakuchō-sen, otwartej w 1988 roku, oraz pod rzeką Edo dla linii Toei-Shinjuku, 1989).
Ponieważ metro intensywnie wykorzystuje także linie innych kolei, przede wszystkim dawnych elektrycznych kolejek dojazdowych typu amerykańskich interurbans, wiele tras pokonywanych przez jego pociągi wiedzie na poziomie terenu i obfituje w przejazdy uliczne i piesze przejścia. Należy do nich m.in. Keisei-Oshiage-sen, używana wyłącznie przez pociągi wjeżdżające na linię metra. Stopniowo dokonuje się przełożenia takich tras do tuneli (np. Tōkyū-Meguro-sen) albo na estakady (np. Tōbu-Isesaki-sen, Odakyū-Odawara-sen), ale wiele jeszcze pozostaje do przebudowy. Mimo to tokijskie koleje dowodzą, że możliwa jest intensywna eksploatacja kolizyjnych tras długimi pociągami z kilkuminutową częstotliwością.
Tory na stacjach podziemnych znajdują się zwykle kilkanaście metrów pod poziomem terenu. Wyjątkowo linia przebiega niżej, aż do ok. 42 m pod poziomem terenu (dolny tor stacji Roppongi linii Ōedo). Stacje budowane są dość oszczędnie, zwykle schody ruchome zainstalowano tylko dla kierunku „na górę”. Można odnieść wrażenie, że rozmyślnie unika się budowy głównych wejść do stacji metra, próbując rozbić strumień pasażerów na kilka lub kilkanaście mniejszych. Wszystkie wyjścia oznaczone są kodem literowo-liczbowym, który używany jest na planach stacji – bardzo ułatwia to orientację w podziemnych korytarzach i halach. Nie wszystkie stacje są w pełni dostosowane do potrzeb osób niepełnosprawnych, np. na sieci Toei tylko 71% stacji ma windy. Jednak wiele uwagi poświęcono wykonaniu posadzek ułatwiających poruszanie się osobom niedowidzącym.

### Eksploatacja
Zabezpieczenie ruchu. Większość linii metra eksploatowana jest w trybie ATC. Linia Asakusa ma nadal wyłącznie zabezpieczenie w trybie ATS. W obu systemach pociągi mają obsadę dwuosobową, z maszynistą w przedniej i konduktorem w tylnej kabinie. Linie Namboku, Mita, Ōedo oraz odgałęzienie Ayase – Kita-Ayase linii Chiyoda eksploatowane są w trybie ATO, który umożliwia prowadzenie pociągów z jednoosobową obsadą (bez konduktora).
Ponad trzydzieści sejsmografów zdolnych jest w przypadku trzęsienia ziemi automatycznie wstrzymać ruch pociągów.
Kursy pośpieszne stosowane są na liniach Asakusa, Tōzai i Shinjuku. Linie są dwutorowe, a wyprzedzaniu pociągów lokalnych przez pośpieszne służą dodatkowe tory na stacjach (na Tōzai-sen perony lokalne są w układzie trapezowym, na Shinjuku-sen dwie stacje prześcigania mają po dwa perony wyspowe). Na Shinjuku-sen kursy pośpieszne (kyūkō) stosuje się poza szczytem, trzy na godzinę w interwale 9-minutowym między pociągami lokalnymi. Na całej trasie pociągi te zatrzymują się na sześciu stacjach pośrednich (na 19 wszystkich). Pociągi lokalne na tej linii mają rozkładową prędkość komunikacyjną ok. 35 km/h, pociągi pośpieszne – ok. 48 km/h. Na linii Asakusa kursy pośpieszne wykonywane są przez niektóre pociągi obsługujące tokijskie lotniska (wyprzedzanie jest niemożliwe).
„Przechodzenie pociągów”. Wprowadzenie „metody przechodzenia pociągów” (chokutsū unten; ang.: reciprocal working) wymagało wielu zabiegów przygotowawczych. Zainteresowane zarządy musiały uzgodnić podstawowe zasady współpracy, jak:
- tabor o odpowiednich wymiarach i parametrach ruchowych;
- wagony z identycznym osprzętem zabezpieczenia ruchu;
- skoordynowane zasady pracy i eksploatacji;
- zintegrowany rozkład jazdy;
- podział odpowiedzialności w zakresie eksploatacji i utrzymania;
- podział kosztów i wpływów;
- dostosowanie statutów poszczególnych kolei do obsługi nowych terenów.

W praktyce dążono do uzyskania 50% udziału obu współpracujących kolei w liczbie pociągów przechodzących (skomplikowało się to od momentu, gdy kolei współpracujących jest więcej, bo „przechodzą” również pociągi kolei trzecich, połączonych z metrem na przeciwległym krańcu linii). Stacje styku należą zwykle do większej kolei, a mniejsza płaci jej tantiemy. Na stacjach tych z reguły wymienia się obsługa pociągu.
Na 15 stacji styku między metrem i innymi kolejami, w sześciu przypadkach z jednej sieci na drugą przechodzą wszystkie lub prawie wszystkie pociągi. Ale są też stacje, na których przechodzą tylko 2-3 pary pociągów na godzinę. Niekiedy metro ma osobne perony w większym kompleksie stacji innej kolei, a niekiedy stacja styku metra nie różni się od innych stacji na linii, a linia zewnętrzna jest prostą kontynuacją linii metra.
Na liniach metra kursują pociągi własne metra oraz pociągi wszystkich kolei współpracujących. Pociągi innych kolei przechodzą też na linie powiązane z metrem z przeciwległej strony. Pociągi aż sześciu kolei spotkać można na Asakusa-sen. Jak dotąd (2007), wszystkie one reprezentują podobny typ, obliczony na jak największą pojemność i jak najszybszą wymianę pasażerów.

### Tabor
Najstarszy EZT metra tokijskiego z 1929 roku, typ „1000” był zaprojektowany nowocześnie, z trzema parami drzwi. Od pierwowzoru z nowojorskiej IRT odróżniał się wydzieleniem kabin dla maszynistów i dachem bez naświetla. Pierwszy powojenny typ wagonu, „300”, używany na Marunouchi-sen, również z trzema parami drzwi, wykonany był całkowicie z niepalnych materiałów. Oba typy wagonów można obejrzeć w tokijskim muzeum metra; wagony „300” jeżdżą do dzisiaj w Buenos Aires.
Obecnie (2006) Tōkyō Metro eksploatuje 2533 wagonów, a Toei 1102 wagony. Najstarsze należą do serii produkowanych od lat 70. do lat 90. XX wieku. Wagon metra jest zawsze podobnie urządzony, niezależnie, czy pociąg jedzie na peryferiach jako lokalny, czy jako pośpieszny i jak daleko znajduje się jego stacja docelowa. Siedzenia zaprojektowane są w układzie podłużnym, dla zwiększenia pojemności. Typowy wagon ma trzy albo cztery pary drzwi (zależnie od linii), jest długości 18,5 m lub 20 m, a wysokości ok. 4,1 m nad główką szyny (bez pantografu). Wagony Ginza-sen są krótsze: liczą 16 m długości. Szerokość wagonów metra waha się od 2,60 m na Ginza-sen do 2,83 m na innych liniach.
Specyfiką tokijskich pociągów są wagony z dziesięcioma, a nawet dwunastoma parami drzwi. W metrze ten pierwszy typ pojawił się na Hibiya-sen.
Układ drzwi obowiązujący na danej linii muszą mieć pociągi wszystkich innych kolei współpracujących z metrem. Ma to istotne znaczenie zwłaszcza tam, gdzie zainstalowano ścianki bezpieczeństwa na peronach.
Mniejszą wysokością (3,15 m) i krótszymi wagonami (16,5 m) wyróżniają się zespoły trakcyjne Ōedo-sen (typ „12000”).
Od lat sześćdziesiątych ogromna większość wagonów metra ma ściany ze stali nierdzewnej, pozostawione prawie bez malowania (wyjątek: pociągi Asakusa-sen). Jednakże mają one pasy malowane na burtach, nawiązujące do kodu kolorystycznego linii (wszystkie EZT metra są przypisane konkretnym liniom; podobnie jest na sieci JR). Wszystkie wagony są wyposażone w klimatyzację.
Elektryczne zespoły trakcyjne składają się, zależnie od linii, z sześciu, ośmiu lub dziesięciu wagonów zazwyczaj w połowie silnikowych i doczepnych. Dłuższe zespoły mają manewrowe stanowiska maszynisty w połowie składu, które przydają się w zajezdniach.
Bardzo podobnemu rozkładowi elementów wagonu towarzyszą indywidualnie rozwiązane czoła wagonów sterowniczych, które zmieniają się wraz z modą obowiązującą w kolejnych okresach produkcji. Widać w nich ewolucję od tradycyjnego układu z centralnie położonym wyjściem awaryjnym, wyraźnie oddzielonym od bocznych okien kabiny, po design z drzwiami awaryjnymi umieszczonymi z boku i zintegrowanymi w pochyłym profilu czoła. To drugie rozwiązanie pojawia się w Tokio w 1968 roku na linii Chiyoda (typ „Eidan 6000”).

## Obciążenia
Metro tokijskie eksploatuje najdłuższe pociągi na świecie w tej grupie kolei. Dziesięciowagonowe składy wymagają peronów o długości przekraczającej 200 m.
Generalnie linie Tōkyō Metro są bardziej obciążone od linii Toei. Linią Tōzai przewozi się dziennie ok. 1,21 mln osób (1999), podczas gdy najbardziej popularna linia Toei-Ōedo przewozi 682 tys. (2005). Wskaźnik „natężenia przewozów” („gęstości przewozów”) wynosi dla Tōkyō Metro 32,2 tys.pas.dziennie / km sieci oraz 90,1 mln pas.km rocznie / km sieci. Dla sieci Toei wskaźniki wynoszą odpowiednio 19,17 i 43,6. Średnia dla obu sieci metra wynosi 27,36 tys.pas.dziennie / km sieci i 74,7 mln pas.km rocznie / km sieci. Większą gęstością przewozów odznacza się tylko metro w Moskwie, Hongkongu i São Paulo.
Częstotliwości są najwyższe na liniach Ginza i Marunouchi (nawet co 1 min. 50 sek. w porannym szczycie). Największa średnia częstotliwość w porannym szczycie na sieci Toei wynosi 2 min. 30 sek. (linia Asakusa).
Najbardziej obciążone stacje (tylko metro):
- Shinjuku – 578,7 tys. pas. dziennie (obie sieci, 3 linie); wraz ze stacją Shinjuku-nishiguchi – 627,3 tys. dziennie
- Ikebukuro – 475 tys. pas. dziennie (3 linie)
- Ōtemachi – 346 tys. pas. dziennie (obie sieci, 5 linii)
- Kita-Senju – 333,9 tys. pas. dziennie (2 linie)
- Ginza – 269,8 tys. pas. dziennie (3 linie)
- Shibuya – 233,7 tys. pas. dziennie (2 linie)
- Ueno – 206,9 tys. pas. dziennie (2 linie)[12]

## System taryfowy
Każdy z zarządów kolejowych stosuje własną politykę taryfową. Jednakże poszczególne zarządy muszą ze sobą współpracować, zwłaszcza jeśli ich linie są połączone. Na stacjach metra można kupić bilet do dowolnej stacji współpracującego systemu kolejowego. Za przejazd przez stację graniczną dwóch systemów pobierana jest opłata.
Jeśli przejedzie się „swoją” strefę taryfową, to można uzupełnić opłatę w maszynach „Fare adjustment”, stojących przy rogatkach wyjściowych ze stacji.
Wobec powszechnej praktyki „przechodzenia” pociągów na inne linie warto zauważyć, że dla ceny biletu nie ma znaczenia pociągiem, której kolei się jedzie, ale na której linii i stacji się wysiada.
Ułatwieniem w poruszaniu się w skomplikowanym systemie są karty całodzienne albo karty „stored value” (z odliczaniem kosztów przejazdu od kwoty zmagazynowanej na karcie). Umożliwiają one szybkie przechodzenie przez rogatki stacyjne bez tracenia czasu przy automatach biletowych i automatycznie kalkulują najniższą dopłatę przy przesiadaniu się na kolej innej sieci. Pierwszą generację takich kart, tzw. Passnet, uznają koleje w regionie Kantō; nie honoruje jej natomiast JR, preferująca swój system Suica. Od 2007 roku wprowadza się nową generację kart, tzw. PASMO, która jest kompatybilna z systemem Suica. Jest ona ważna na większości sieci w regionie tokijskim, jak również gdzieniegdzie poza nim.
Metro jest stosunkowo tanie także w porównaniu do kolei JR. Jadąc z Chiby do Roppongi można zapłacić 560 jenów, jeśli przesiądzie się z pociągu JR na linię Tōzai już na stacji Nishi-Funabashi, albo 1350 jenów, jeśli pociągiem JR będzie się jechało aż do Shimbashi w centrum Tokio, a dopiero stamtąd metrem. Jest to odmienne od praktyki europejskiej, w której taryfa wszystkich środków transportu miejskiego jest ujednolicona, a koszt biletu zależy od liczby stref, które się przejeżdża.